# Nickelodeon (Belgique francophone)
Pour les articles homonymes, voir Nickelodeon.
Nickelodeon est une chaîne de télévision belge francophone destinée aux enfants. Elle est la déclinaison belge francophone de Nickelodeon.

## Historique
Cette section ne s'appuie pas, ou pas assez, sur des sources secondaires ou tertiaires indépendantes du sujet. Le texte peut contenir des analyses inexactes ou inédites de sources primaires.
Pour l'améliorer, ajoutez-en, ou placez des modèles {{Source secondaire souhaitée}} ou {{Source secondaire nécessaire}} sur les passages mal sourcés. (février 2024)
Le 14 juillet 2006, le canal analogique de MTV Wallonia est divisé en deux, sur le câble en Belgique francophone. Nickelodeon France, créée huit mois plus tôt, est alors diffusée en journée, approximativement entre 6 h et 18 h. La diffusion de MTV Wallonia est alors réduite à la tranche horaire restante, soit entre 18 h et 6 h.
Le 3 juillet 2008, MTV Networks Wallonia SPRL est créée, et assure la diffusion des chaînes du groupe Viacom en Belgique francophone.
Le 1er avril 2011, MTV Networks Wallonia SPRL disparaît. Sa direction retourne alors à MTV Networks Belgium.
Le 4 octobre 2011, les chaînes Nickelodeon et MTV sont scindées, sur les plateformes numériques seulement. MTV retrouve ainsi un canal propre.

### Identité visuelle (logo)

Logo du 14 juillet 2006 au 26 janvier 2010
Logo du 26 janvier 2010 au 1er août 2023
Logo depuis le 1er août 2023

## Programmes
La version belge francophone de Nickelodeon diffusait, auparavant, un bloc de programmes pour jeunes enfants, appelé "Nick Jr." sur Nickelodeon de 5 h à 8 h 20, puis de 9 h 10 à 11 h 15. En soirée, des programmes pour adolescents sont généralement diffusés avec quelques séries animées. La chaîne diffusait également, jusqu'en avril 2020, des séries animées Nickelodeon des années 2000 comme Danny Fantôme, Fanboy et Chum Chum ou T.U.F.F Puppy, et ce pendant la nuit.

## Diffusion
La chaîne est disponible dans l'offre de base de la plupart des opérateurs câble et IPTV en Belgique.
Elle est également disponible par le satellite chez l'opérateur Télésat.

## Audiences
Source : Centre d'Information sur les Médias.

### Audience globale
| 2011  | 2012  | 2013  | 2014  | 2015  | 2016  | 2017  | 2018  | 2019 | 2020  | 2021  | 2022  |
| ----- | ----- | ----- | ----- | ----- | ----- | ----- | ----- | ---- | ----- | ----- | ----- |
| 1,4 % | 1,7 % | 1,5 % | 1,8 % | 1,5 % | 1,5 % | 1,5 % | 1,3 % | 1,3% | 0,86% | 0,63% | 0,64% |

Avec une audience moyenne de 10,39 % de part de marché en 2022, Nickelodeon est la première chaîne de télévision à destination des enfants en Belgique francophone. Elle devance trois des autres chaînes pour enfants à participer à l'étude CIM-TV, à savoir Disney Channel, Cartoon Network et Studio 100 TV, mais est devancée par Disney Junior.